# Västergötlands runinskrifter 14
Västergötlands runinskrifter 14 är en runsten cirka 1,5 kilometer nordväst om Lyrestads kyrka, placerad på en åkerudde omgiven av odlad mark tillhörande Rogstorps egendom. Stenens nuvarande placering är sannolikt dess ursprungliga plats. När stenen avbildades i Peringskiölds Monumenta skall stenen ha varit stående, men var enligt P.E. Lindskogs uppgifter 1814 kullfallen. Stenen återupprestes år 1878 av dåvarande ägaren till Rogstorp. Många runor har sedan äldre avbildningar svårt skadats eller helt förstörts.

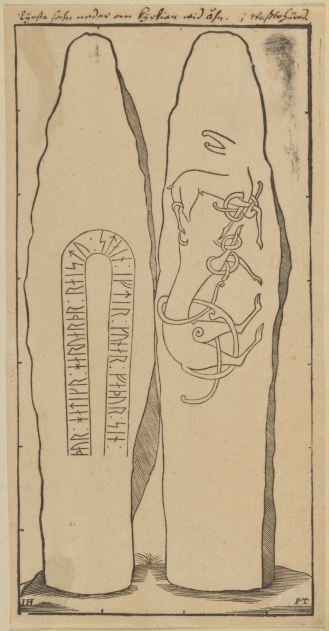
teckning ur Peringskiölds Monumenta, avfotograferad i färg

## Inskriften
Translitterering av runraden:
(þ)(a)(i)r hat(i)kr [:] (h)a(r)(u)arþr : raistu · stain : i(f)t[ir : kunar : fa]þ[ur : sin :]
Normalisering till runsvenska:
Þæiʀ Hættingʀ(?), Hærvarðr ræistu stæin æftiR Gunnar, faður sinn.
Översättning till nusvenska:
Hätting(?) och Härvard, de reste stenen efter Gunnar, sin fader.